# Lophoptera hemithyris
Lophoptera hemithyris là một loài bướm đêm trong họ Noctuidae.